# Höstsådd i Sverige

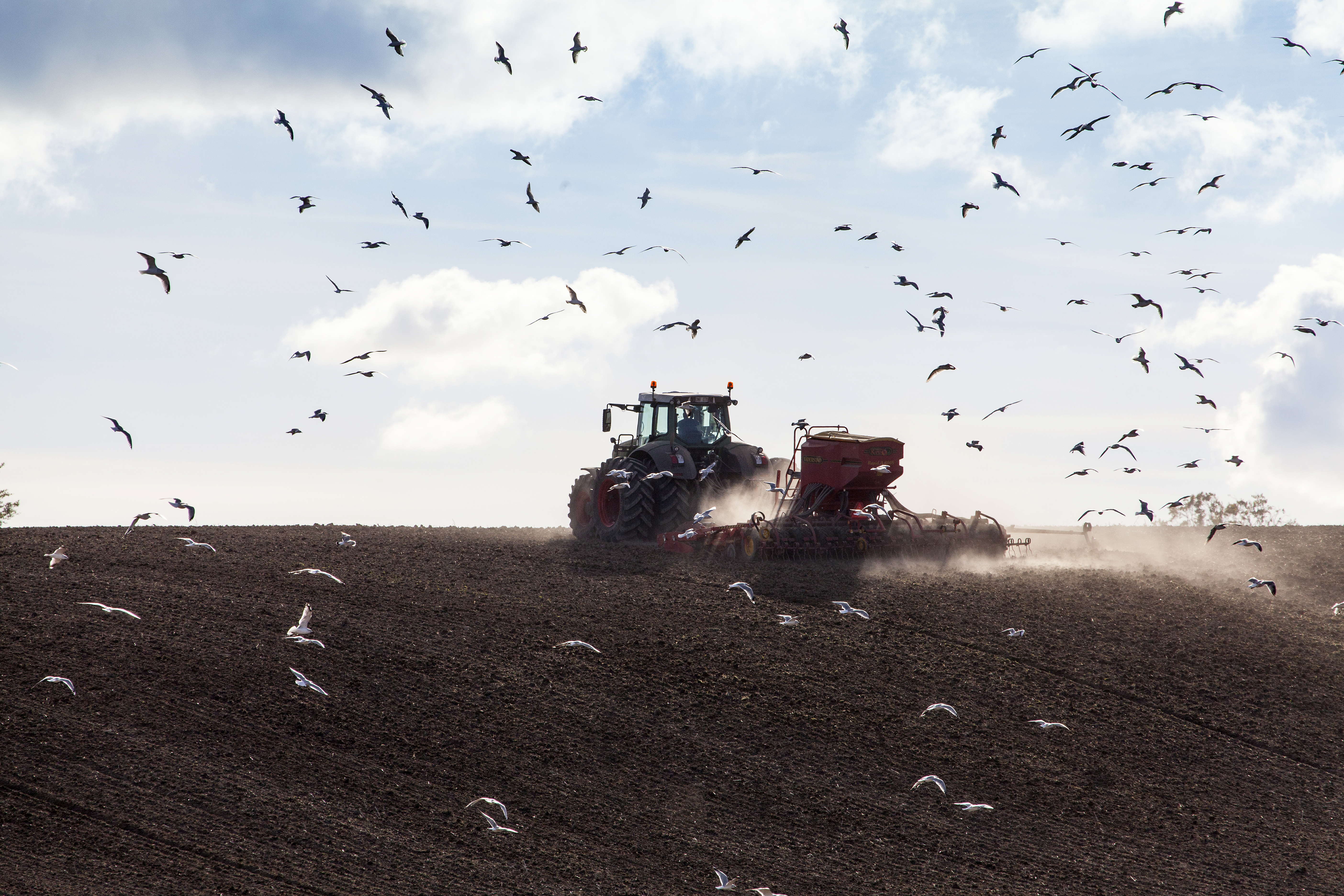

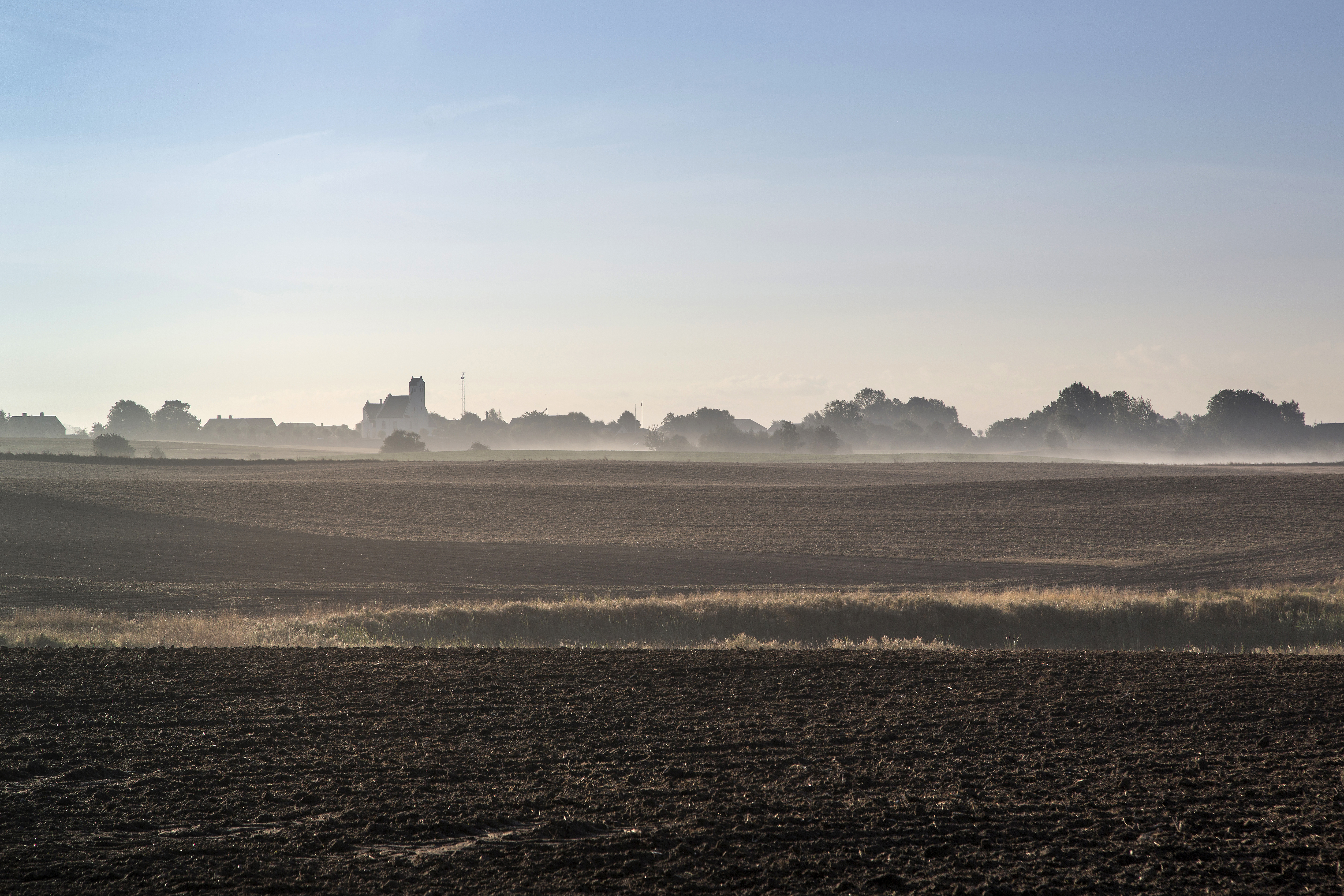

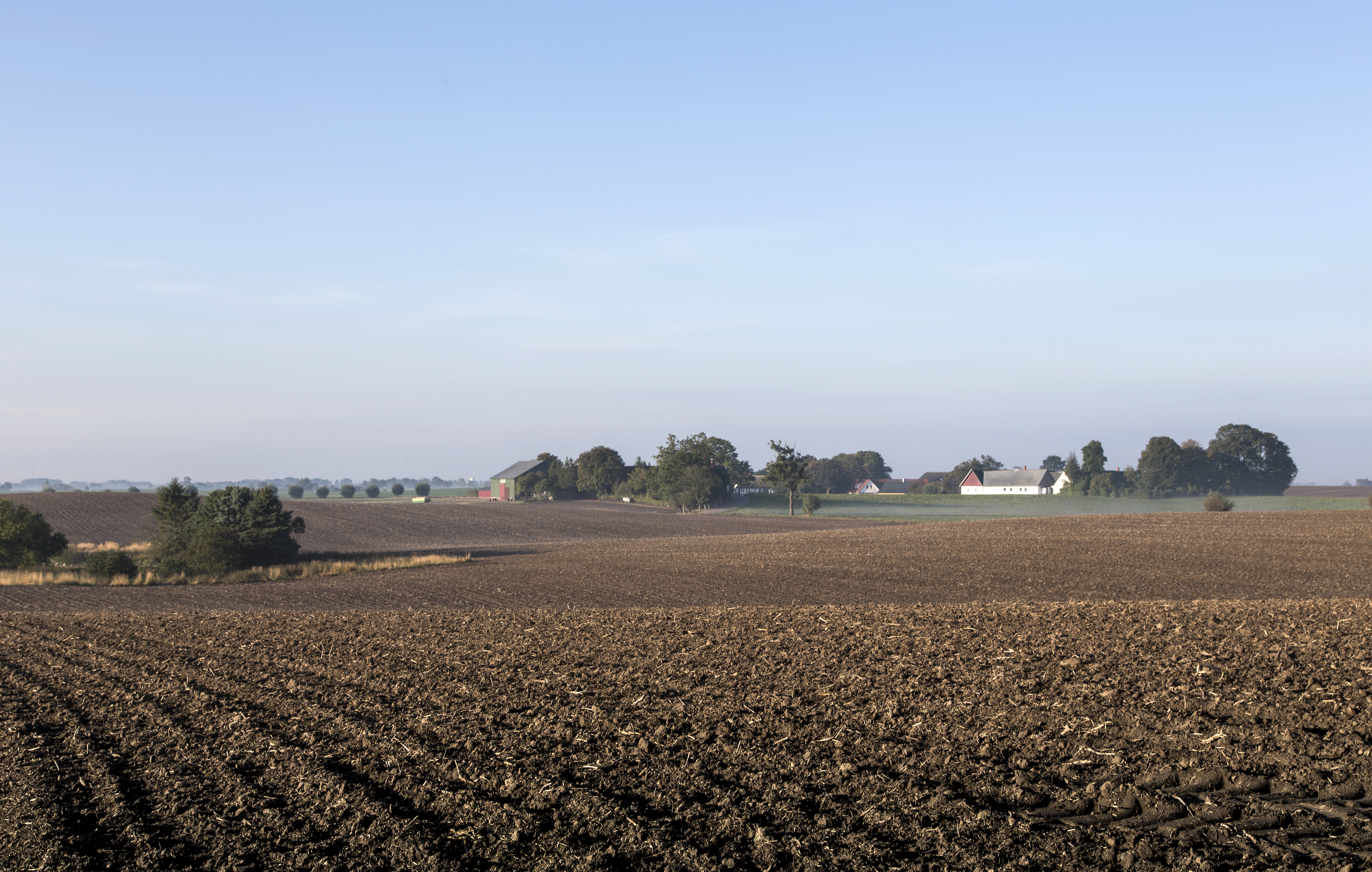

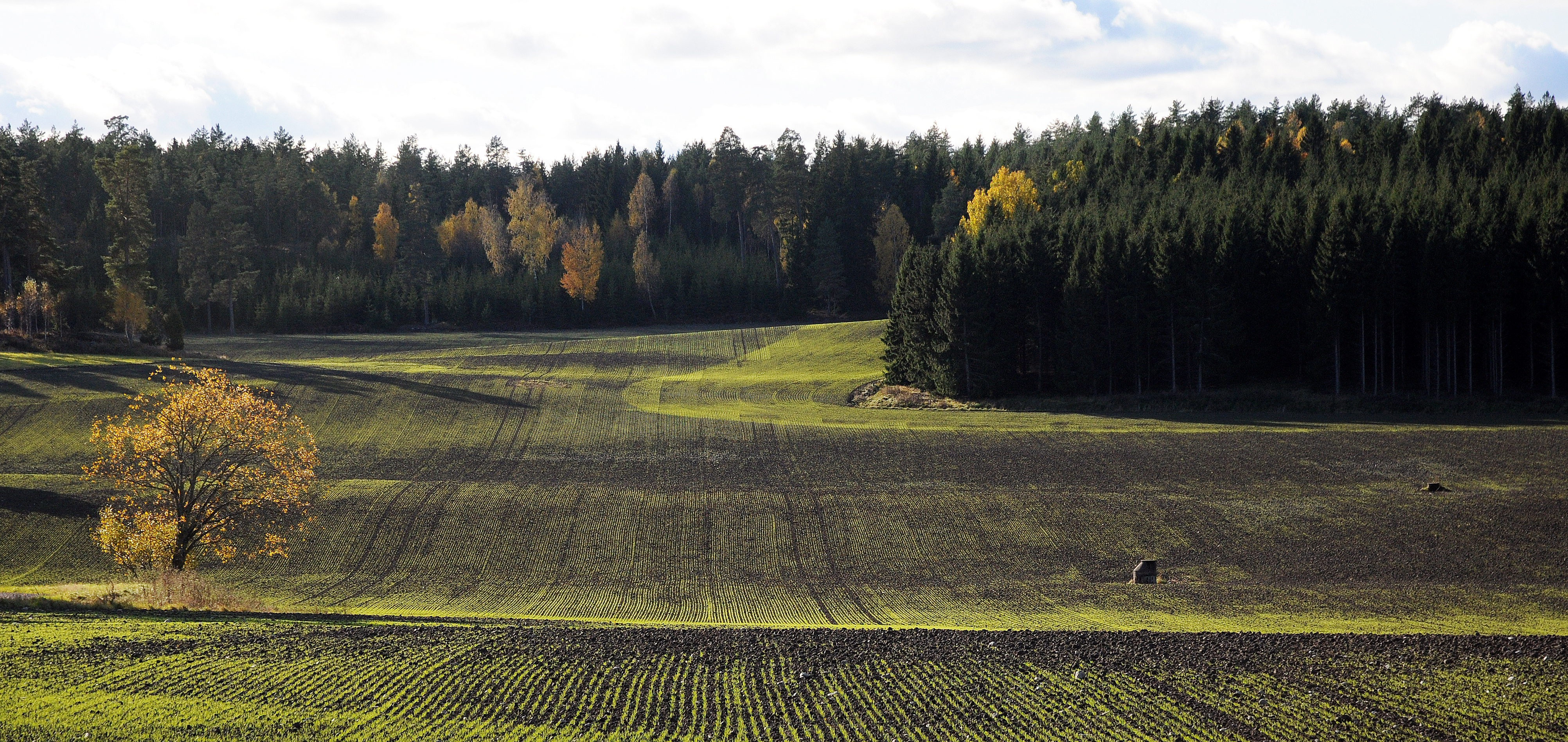

Höstsådd i Sverige innebär sådd på hösten för att antingen få en skörd tidigt kommande år, eller för att få en skörd samma höst. Många grödor växer tillräckligt snabbt för att man ska få ut mer än en skörd per år. En fördel med den senare skörden är att det generellt sett är blåsigare och kallare på hösten. Detta leder till att färre skadedjur förstör skörden.  För höstsådden rekommenderas plöjning i mitten av augusti.
Alla grödor fungerar inte som höstsådd. Vid sådd i september lämpar sig asiatiska bladsallader, rädisor, salladslök och vitlök. Man bör betänka vädrets makter innan man sår. Bor man långt norrut i Sverige rekommenderas växthus, längre norrut är klimatet annorlunda. Längre ner i landet fungerar fria fält. Vissa av de asiatiska bladsalladerna ger en liten skörd på senhösten och en stor på senvåren. I oktober och november sår man palsternacka, morötter, dill, rot- och bladpersilja och sallater. Bland storbönder är de mest populära grödorna höstvete, höstraps rågvete och höstkorn. De kommer inte ge skörd samma år, men en bra tidig skörd kommande år.
Höstsåddens största fördel är att man får mycket av sådden gjord i förväg. Istället för att behöva göra allt nästa år. Dessutom kan man få en liten skörd samma höst.
År 2013 uppgick arealen i Sverige av höstsådd mark till hela 537 000 hektar. Av detta område stod höstvetet för mer än hälften. Detta en femtioprocentig ökning från 2012. Anledningen var det gynnsamma vädret.